# Adriano Grimaldi
Adriano Grimaldi (* 5. dubna 1991) je německý profesionální fotbalista, který hraje na pozici útočníka za klub SC Paderborn 07.

## Klubová kariéra
Grimaldi zahájil svou kariéru v roce 2009 v týmu FC Sachsen Lipsko, kde ve 12 zápasech dvakrát skóroval.
Grimaldi podepsal smlouvu s 1. FSV Mainz 05 před sezónou 2009/10, ale odehrál pouze šest zápasů za seniorský tým. Za rezervní tým však ve 43 zápasech vstřelil 11 gólů.
Dne 19. května 2011 podepsal dvouletou smlouvu s Fortunou Düsseldorf. Grimaldi dělil čas mezi první a druhý tým a za první tým odehrál devět zápasů ve všech soutěžích, přičemž v lize jednou skóroval.
Grimaldi přestoupil do SV Sandhausen na hostování na závěr sezóny 2011/12 a odehrál 10 zápasů, když klub vyhrál 3. Ligu.
Před sezónou 2012/13, Grimaldi přestoupil do VfL Osnabrück. Během dvou sezón vstřelil 13 gólů v 60 zápasech ve všech soutěžích, včetně 11 v sezóně 2013/14.
Dne 13. května 2014 podepsal tříletou smlouvu s 1. FC Heidenheim.
V roce 2016 podepsal Grimaldi dvouletou smlouvu s klubem Preußen Münster. V 71 ligových zápasech vstřelil 30 gólů a odehrál také šest zápasů v různých pohárových soutěžích.
Po odehrání jedné sezóny v TSV 1860 Mnichov se Grimaldi připojil k týmu KFC Uerdingen 05.
Dne 25. května 2021 podepsal Grimaldi dvouletou smlouvu s klubem 1. FC Saarbrücken.

## Reprezentační kariéra
Grimaldi se narodil v Německu a je italského původu. Je mládežnickým reprezentantem Německa.

## Úspěchy
SV Sandhausen
- 3. Liga: 2011/12

VfL Osnabrück
- 3. místo ve 3. Lize: 2012/13